# Tuturema (Ort)
Tuturema ist ein osttimoresischer Ort im Suco Atudara (Verwaltungsamt Cailaco, Gemeinde Bobonaro). Er liegt im Südwesten des Südterritoriums von Atudara, im Zentrum der Aldeia Tuturema, auf einer Meereshöhe von 988 m.
Der Ort besteht aus verstreut liegenden Häusern und einem kleinen Siedlungszentrum im Osten mit der Dorfkapelle. Auch eine Grundschule und ein Hospital gibt es. Östlich folgen am Südhang des Foho Biateo (838 m) die Siedlungen Nuapu und in der Aldeia Atubuti Biateho. Südlich befindet sich das Dorf Lete Aituto im Nachbar-Suco Raiheu. im Westen erhebt sich die Steilwand des Berges Leolaco (1913 m).